# Lasiopogon monticolus
Lasiopogon monticolus är en tvåvingeart som beskrevs av Axel Leonard Melander 1923. Lasiopogon monticolus ingår i släktet Lasiopogon och familjen rovflugor. Inga underarter finns listade i Catalogue of Life.